# Ułła
Ułła (biał. У́ла) – agromiasteczko w rejonie bieszenkowickim obwodu witebskiego Białorusi, położone u ujścia Ułły do Dźwiny. 
Miasto liczy 679 mieszkańców. W końcu XVIII wieku miasto położone było w województwie połockim.

## Historia
Zamek zbudowany został prawdopodobnie około 1566 przez książąt moskiewskich. Znajdował się on na półwyspie, gdzie łączyły się rzeki Ułła z Dźwiną. W sierpniu 1568 roku zamek ten zdobył hetman polny Roman Sanguszko, który otrzymał dowództwo po Janie Hieronimie Chodkiewiczu. Poprzednie szturmy nie odniosły skutku, a zginęło przy nich dużo wojska. Dlatego też król Polski Zygmunt August powierzył dowództwo Sanguszce, który zdobył zamek we wrześniu 1568 r. biorąc do niewoli dwóch moskiewskich wojewodów i znaczną liczbę jeńców. W XVI wieku majątek należał do rodziny Kiszków, a po nich do rodziny Żabów. Król Stefan Batory w 1580 roku umocnił zamek. Na skutek wojen zamek popadł w ruinę. Na jego gruzach w 1669 roku wzniesiony został drewniany kościół pod wezwaniem św. Ducha a jego właścicielami został zakon dominikanów. W 1577 otrzymała prawo magdeburskie. Od 1793 na skutek II Rozbioru włączona do Rosji. Pod koniec XIX wieku w miasteczku były dwie cerkwie, cztery bożnice żydowskie i murowany kościół katolicki pod wezwaniem św. Łukasza, który rozpoczął budować około 1853 roku proboszcz Szymon Jakusiewicz na miejscu drewnianego z 1669 roku, a ukończył około 1864 roku ksiądz Jerzy Mutuza. W 1882 roku w wyniku pożaru spłonęło 120 domów oraz dach kościoła.
W miejscowości w 1810 urodził się Jan Chrucki - malarz, przedstawiciel realizmu.
Po ataku Niemiec na ZSRR, 26 czerwca 1941 przez miejscowość przechodziła kolumna więźniów z Berezwecza, którzy zostali rozstrzelani w Mikałajewie (zob. droga śmierci Berezwecz-Taklinowo).
Podczas okupacji hitlerowskiej, w sierpniu 1941 roku Niemcy utworzyli getto dla żydowskich mieszkańców. Przebywało w nim około 300 osób. 17 stycznia 1942 roku Niemcy zlikwidowali getto, a Żydów zamordowali. 

## Zabytki
- Kościół Trójcy Świętej
- Cerkiew prawosławna św. Trójcy

## Parafia rzymskokatolicka
Parafia w Ule została ustanowiona w 1800 r. przez arcybiskupa mohylewskiego Stanisława Bohusz Siestrzeńcewicza. Pierwszy drewniany kościół ufundowali bracia przyrodni sekretarz królewski Samuel Eustachy Łukomski i wojski wiłkomierski Bronisław Przysiecki. Obecna świątynia została zbudowana w latach 1853-1864. W 1937 r. Sowieci zamordowali proboszcza ks. Stanisława Cybulewicza. Parafia została reaktywowana w 1992 r., a kościół odnowiony i poświęcony w 1999 r.

## Galeria

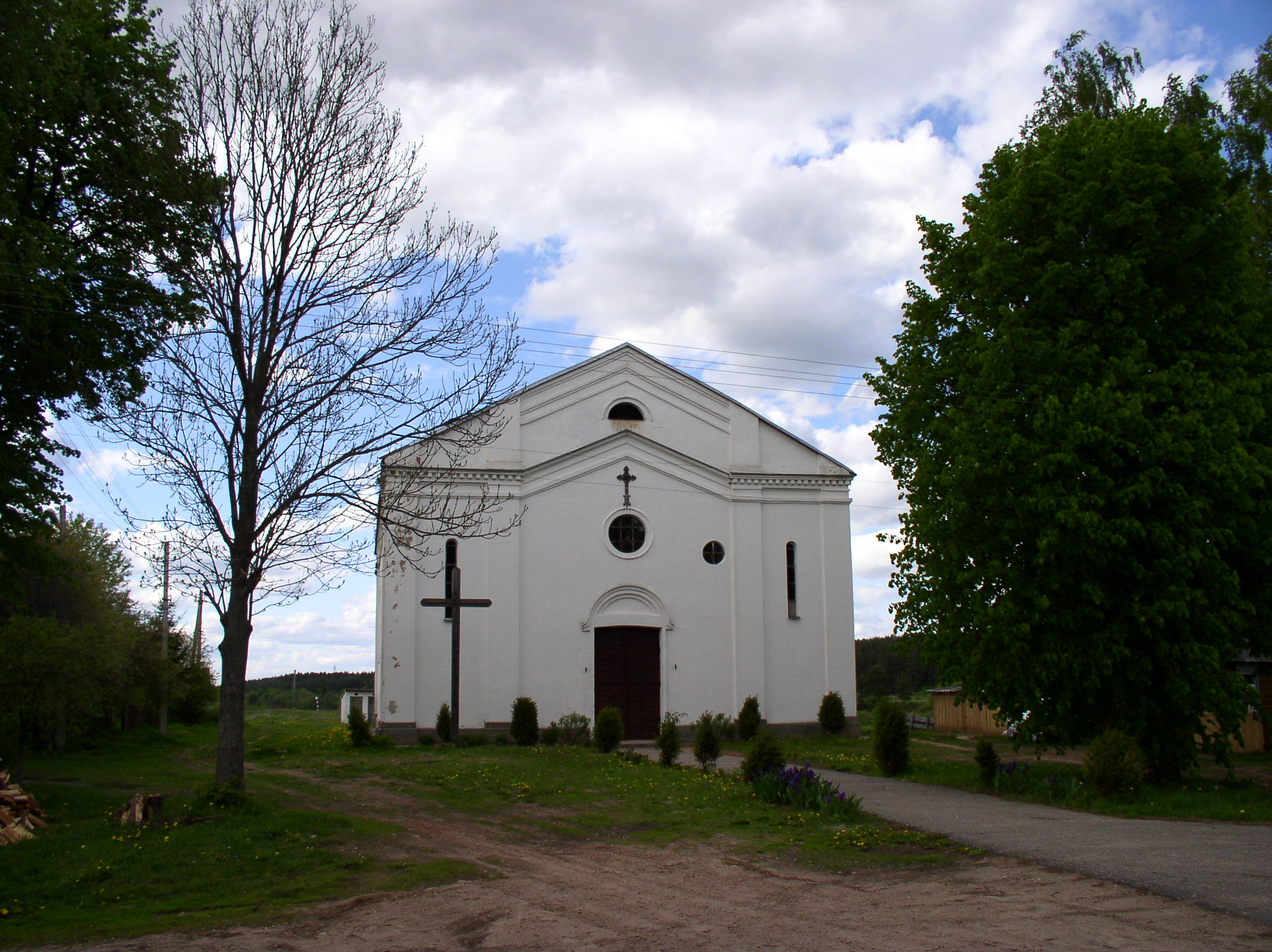
Kościół pw. św. Trójcy
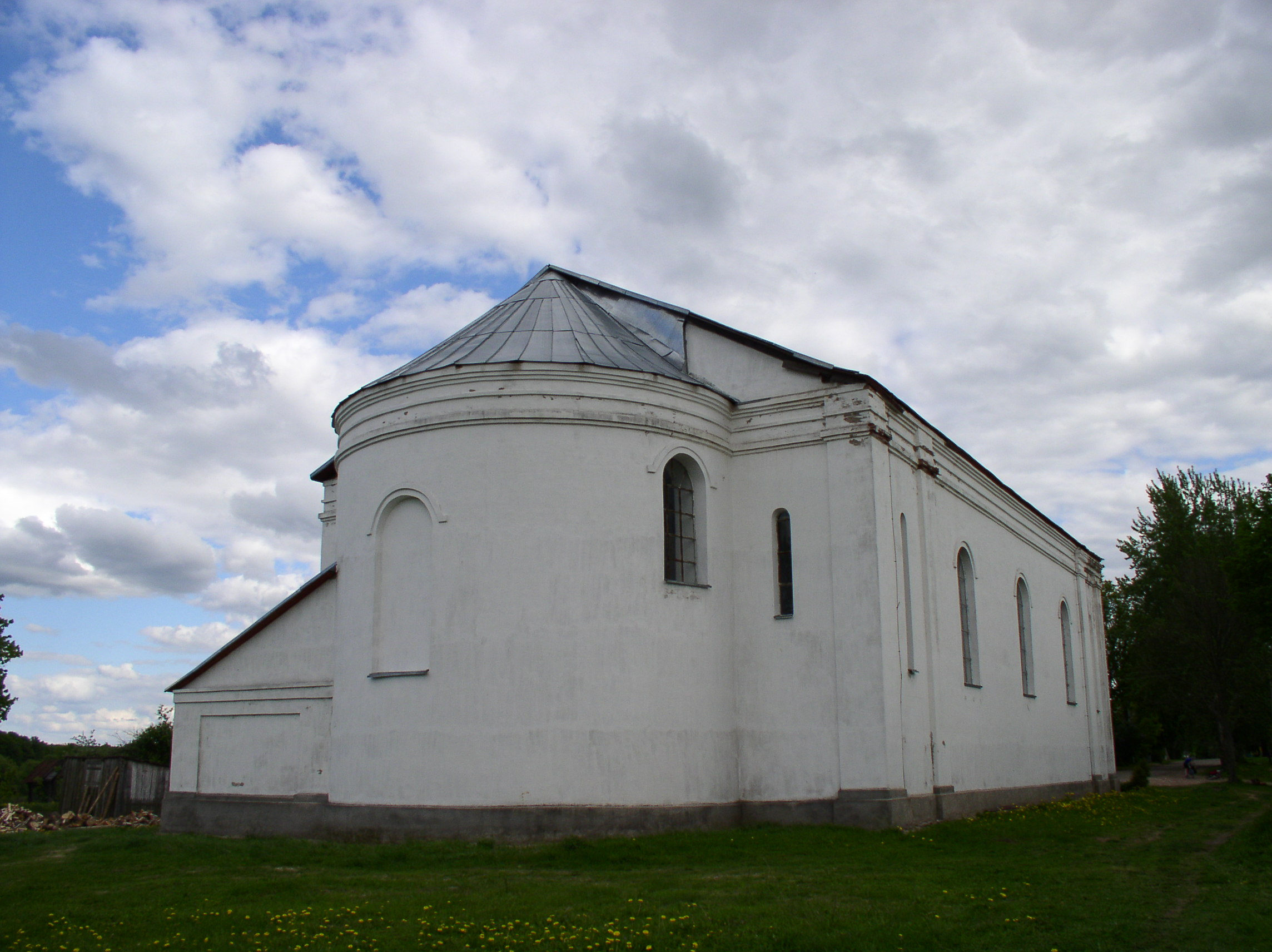
Apsyda kościoła
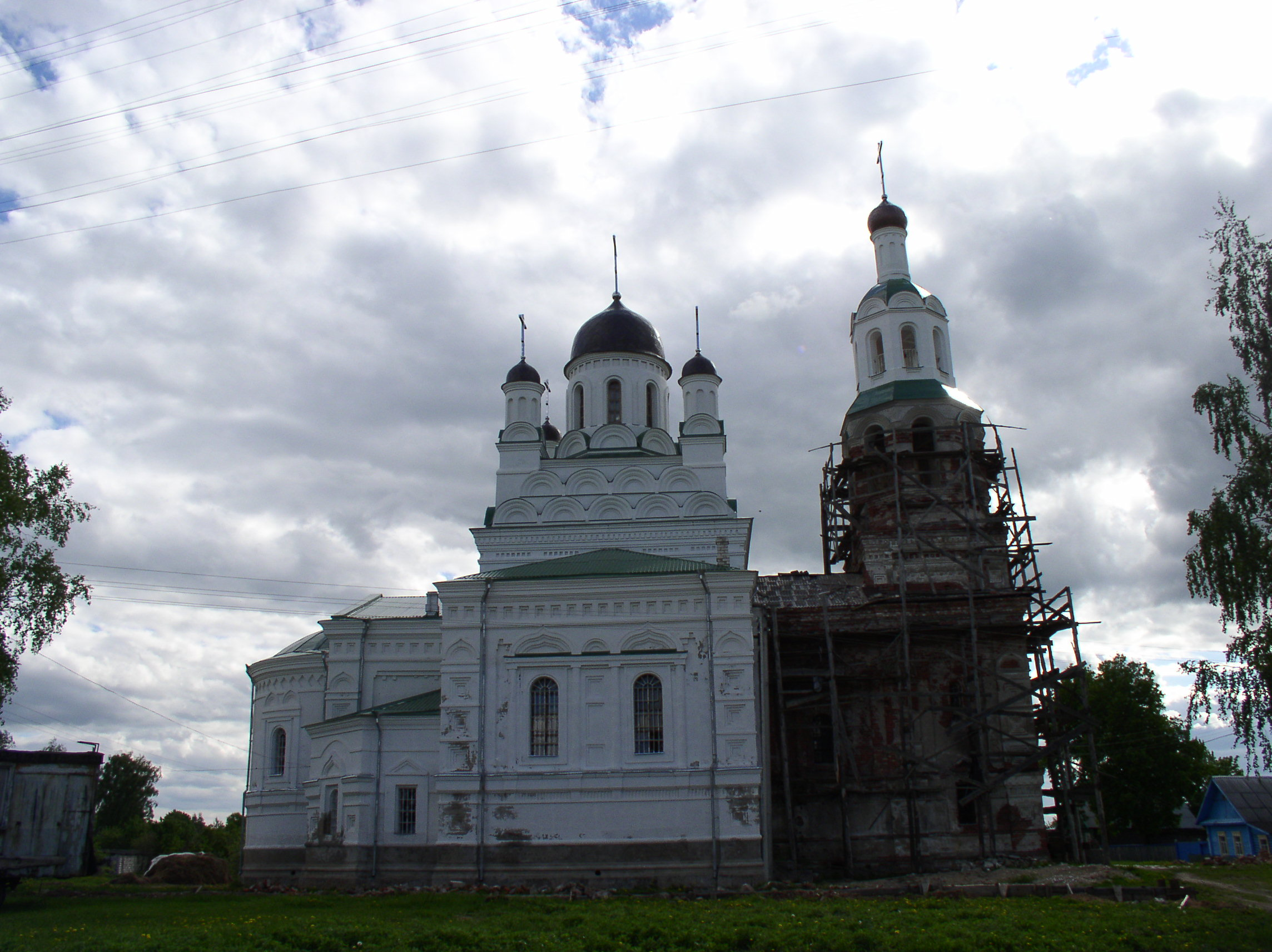
Cerkiew pw. św. Trójcy
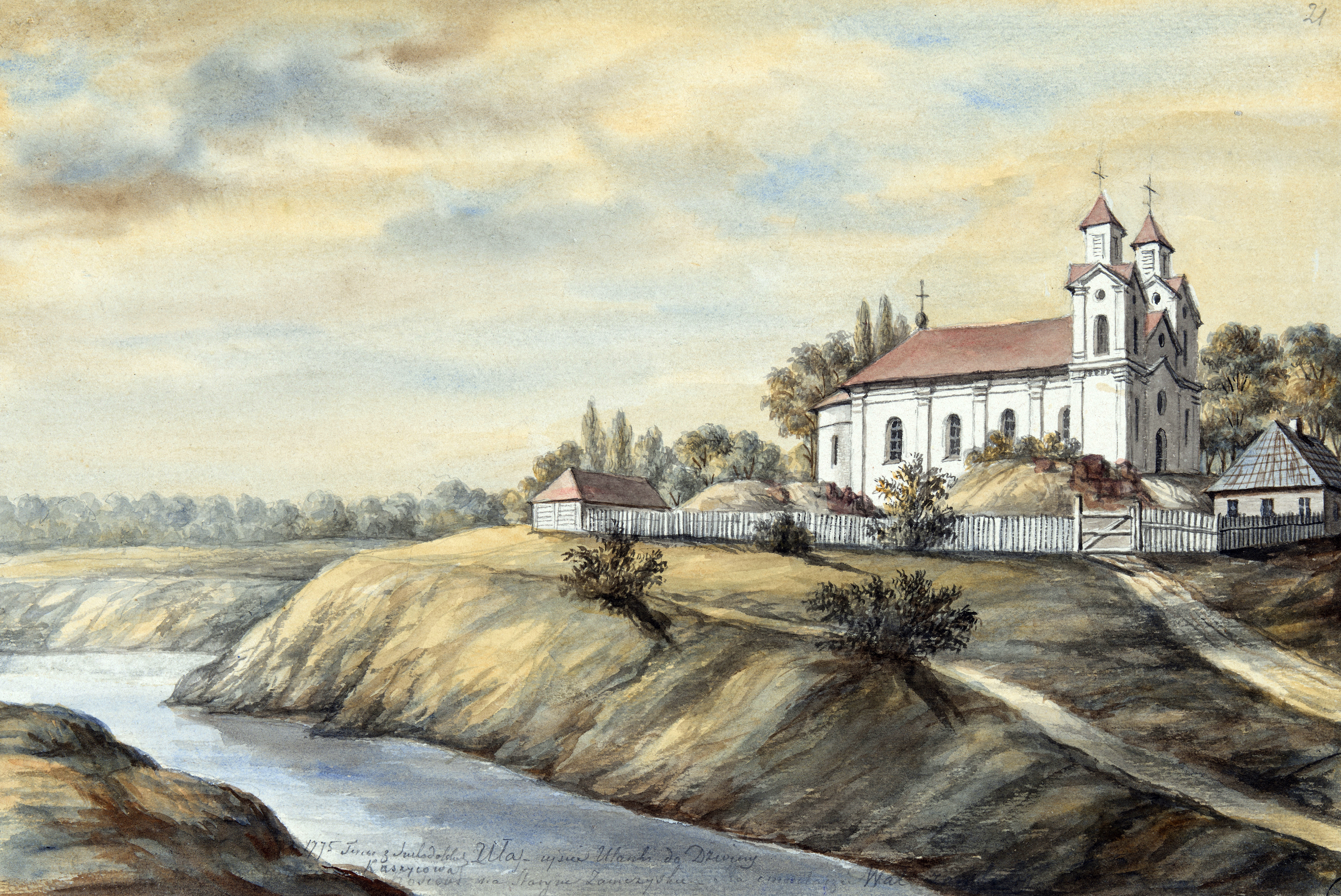
Kościół w 1875 roku wg Napoleona Ordy